# 墨脱乌头
墨脱乌头（学名：Aconitum elliotii）为毛茛科乌头属下的一个种。

## 扩展阅读
- 維基物種上的相關：墨脱乌头